# Бункера
Бункера е вилна зона в рамките на районите Панчарево и Витоша на Столичната община.
Обхваща части от землищата на квартал Симеоново и селата Бистрица и Панчарево, в подножието на Витоша. Намира се в непосредствена близост до ж.к. „Младост 4“, в.з. „Малинова долина“, „Бизнес парк София“ и „Резиденшъл парк София“.
На територията на вилна зона Бункера има много комплекси от затворен тип и луксозни еднофамилни къщи за целогодишно обитаване. Тук са монументът Камбаните и Англо-американското училище.